# Karina Lombard

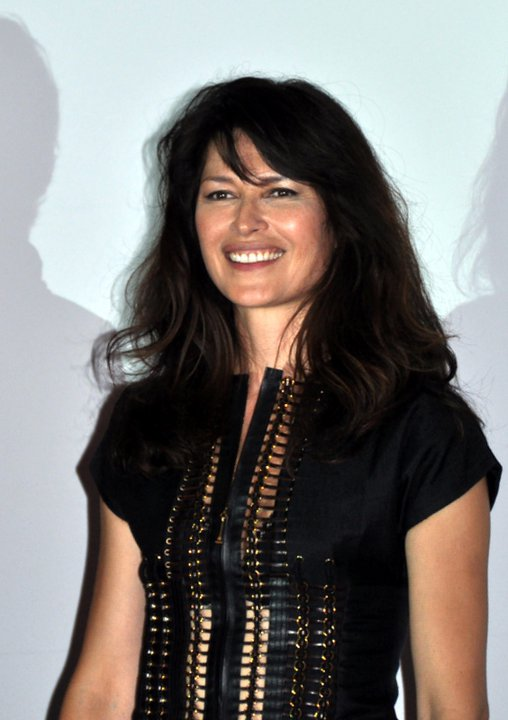
Karina Lombard, 2011

Karina Lombard (* 21. Januar 1969 auf Tahiti, Französisch-Polynesien) ist eine US-amerikanische Schauspielerin.

## Leben
Karina Lombard wurde als Tochter von Henry Lombard, dem russisch-schweizerischen Erben einer Genfer Bankiersfamilie, und Nupuree Lightfoot, einer Medizinfrau der Lakota, eines Stamms der Sioux-Indianer, geboren. Ihre Mutter starb neun Monate nach der Geburt.
Sie zog danach mit ihrem Vater nach Barcelona, verbrachte ihre Schulzeit in verschiedenen Schweizer Internaten und spricht daher fließend Französisch, Englisch, Deutsch, Spanisch und Italienisch. Mit 18 Jahren ging sie nach New York City, um Schauspielerin zu werden. Der Fotograf Bruce Weber, auf der Suche nach Models für die Calvin-Klein-Kampagne Native Americans, entdeckte Lombard in einem Café. Fortan war sie als Model in renommierten Zeitschriften wie Elle oder Vogue zu sehen. 2005 war Lombard in einem Feature des Magazins Playboy zu sehen. 
Lombard nahm Schauspielunterricht am New Yorker Lee Strasberg Theatre Institute und an der berühmten Schauspielerschmiede The Actors Studio. Erste Schauspielerfahrungen sammelte sie am Gallery Theatre und am Neighborhood Playhouse. 
Ihre Filmkarriere begann 1987 mit der weiblichen Hauptrolle in der französischen Serie Insel der Meuterer (L’Île), nachdem der Regisseur François Leterrier Karina auf dem Cover der Zeitschrift 20 ANS entdeckt hatte. Es folgte die Rolle der Antoinette Cosway in dem Film Wide Sargasso Sea unter Regie von John Duigan, für die sie nicht nur ausgezeichnete Kritiken, sondern auch den Preis First Americans in the Art (FAITA) erhielt. Brad Pitt wählte sie für die Rolle der Isabel Two in dem Film Legenden der Leidenschaft aus, weiterhin wirkte sie neben Tom Cruise in Die Firma. 
In Deutschland wurde Lombard durch die von Mai bis August 2006 auf ProSieben ausgestrahlte Staffel 1 der US-amerikanischen Showtime-Serie The L Word bekannt, als sie in der Rolle der geheimnisvollen Marina Ferrer, Besitzerin des West-Hollywood-Cafés The Planet, des Lieblings-Treffpunkts der L-Word-Clique, besonders das Herz von Jenny Schecter (Mia Kirshner) eroberte. In Staffel 2 und 3 nicht zu sehen, hatte Lombard einige Gastauftritte in Staffel 4, die in den USA ab Januar 2007 via Pay-TV-Sender (Showtime) ausgestrahlt wurde. Von 2005 bis 2006 war sie in 2 Staffeln der Serie 4400 – Die Rückkehrer als Alana Mareva zu sehen. 
Lombard arbeitet auch als Sängerin (Titelsong Femmes Océanes aus dem Film L’Île) und Songschreiberin (für Cirque du Soleil). 2004 stand sie mit dem Geiger Dorian Cheah in Los Angeles auf der Bühne und arbeitet an ihrem ersten eigenen Album.
Lombard war ab 1991 sieben Jahre lang mit dem Schauspieler und Model Anthony Crane verheiratet.

## Filmografie
- 1987: Insel der Meuterer (L'Île)
- 1991: The Doors
- 1993: Die Firma (The Firm)
- 1993: Sargasso Sea – Im Meer der Leidenschaft (Wide Sargasso Sea)
- 1994: Legenden der Leidenschaft (Legends of the Fall)
- 1996: Last Man Standing
- 1997: Kull, der Eroberer (Kull the Conqueror)
- 1998: Allein gegen die Zukunft (Early Edition, Fernsehserie, eine Folge)
- 1998: The Violent Earth (Miniserie)
- 1998: Bedrohliche Begierde (Exposé)
- 1999: Die siebente Papyrus-Rolle (The Seventh Scroll, Miniserie)
- 2000: Murder at the Cannes Film Festival (Fernsehfilm)
- 2001: Defender – Der Schutzengel (Guardian)
- 2003: Depraved (Deception)
- 2004: Dr. Vegas (Fernsehserie, eine Folge)
- 2004: Big Kiss
- 2004–2009: The L Word – Wenn Frauen Frauen lieben (The L Word, Fernsehserie, 16 Folgen)
- 2005–2006: 4400 – Die Rückkehrer (The 4400, Fernsehserie, 15 Folgen)
- 2007: Suspectes (Fernsehserie, acht Folgen)
- 2007: CSI: Den Tätern auf der Spur (CSI: Crime Scene Investigation, Fernsehserie, eine Folge)
- 2009: Rescue Me (Fernsehserie, fünf Folgen)
- 2011: CSI: NY (Fernsehserie, eine Folge)
- 2011: Jos Sohn (Le fils à Jo)
- 2012: Navy CIS (NCIS, Folge 9x20: The Missionary Position)
- 2016: Timeless (Fernsehserie, Folge 1x07: Alarm durch die Jahrhunderte)
- 2019: Deal (Kurzfilm)
- 2023: The Oath

## Auszeichnung
- 2001: First Americans in the Arts Award in der Kategorie „Outstanding Performance by an Actress in a TV Movie/Special (Lead)“ für Murder at the Cannes Film Festival